# Outsiders
Outsiders är ett svenskt TV-program som sändes på Kanal 5.
Programmet handlar om människor med annorlunda livsstilar och vanor. Det kan handla om olika sjukdomar, att vara kortväxt och olika sexuella avvikelser.